# Hamid Algar
Hamid Algar (in persiano حامد الگار‎; Inghilterra, 1940) è un iranista britannico, poi cittadino statunitense.
Professor Emeritus di Iranistica (Persian studies) nella Facoltà di Studi sul Vicino Oriente della University of California, Berkeley. Scrittore prolifico di Letteratura araba e persiana e di Storia contemporanea dell'Iran, Turchia, Balcani e Afghanistan. Ha operato per 45 anni nella Università della California, Berkeley (dal 1965 al 2010). Algar rimane uno studioso attivo e le sue ricerche  sono concentrate sulla storia del mondo turco-persiano islamica, con particolare enfasi riservata allo sciismo iranico negli ultimi due secoli e l'ordine sufi della Naqshbandiyya.

## Biografia e carriera accademica
Dopo aver brillantemente preso il suo B.A. in Oriental Languages (Arabo e Persiano) nel Trinity College di Cambridge, gli fu offerto un posto d'insegnamento nell'Università di Tehran (Iran), dove egli intendeva lavorare per un Ph.D.. Si spostò quindi a Cambridge, dove discusse la sua tesi, nel 1965. Algar presentò un elaborato sul ruolo politico dei dotti religiosi della Shīʿa nel XIX secolo.
Algar s'incontrò con Khomeyni mentre questi si trovava in esilio a Parigi e in altre brevi occasioni in Iran dopo la Rivoluzione Islamica del 1979. Ha tradotto alcuni scritti e discorsi di Khomeyni per Islam and Revolution, e ha scritto anche un lavoro sull'argomento (The Roots of the Islamic Revolution in Iran). Egli considera la Rivoluzione iranica "il più significativo, speranzoso e profondo evento dell'intera storia contemporanea islamica"
Seguì i corsi di Islamistica nella Cambridge University e a Berkeley ha tenuto corsi sul Tafsir, Sufismo e Sciismo, storia islamica dell'Iran, Letteratura araba, Letteratura persiana e Letteratura turca. Algar è autore di oltre 100 lemmi dell'Encyclopædia Iranica.

## Giudizi sul suo operato scientifico
Algar, che si è convertito all'Islam, è descritto come uno studioso esperto di teologia islamica e di mondo moderno vicino-orientale. Secondo Algar, i wahhabiti si collocano al di fuori dell'ampio spazio della "ortodossia" sunnita. Algar critica il regime saudita per il sostegno che il Wahhabismo dà a movimenti come quello dei Talebani. Parimenti accusa gli Stati Uniti che sostiene i regimi della Penisola araba da lunghi anni. Al contrario egli giudica positivamente il ruolo politico svolto dai chierici sciiti, ma non mancano critici che ritengono le spiegazioni di Hamid Algar in proposito come "semplicistiche".
Algar provocò un incidente pubblico nell'aprile del 1998, durante una commemorazione all'interno del campus universitario di Berkeley del Genocidio Armeno, organizzata dalla Armenian Students' Association, quando si sparse la voce seconda la quale egli avrebbe detto che il genocidio armeno non era mai avvenuto rilasciando altre controverse dichiarazioni. 
Una susseguente protesta portò l'Università ad aprire un'indagine in merito. Nel gennaio 1999, al termine di cinque mesi, l'inchiesta concluse che se i commenti del Professor Algar "sembrano rientrare entro i limiti dell'espressione di pensiero protetta dalla Costituzione", ciò non significava che "l'Università perdoni il tipo di discorso impiegato dalle parti". Il Complaint Resolution Office emise tuttavia un documento di scuse agli studenti a nome dell'Ateneo. Non soddisfatti della risposta dell'Università, gli studenti si rivolsero allora all'UC Berkeley, che all'unanimità approvò il 10 marzo 1999 una risoluzione dal titolo "A Bill Against Hate Speech and in Support of Reprimand for Prof. Algar".

## Opere
- 1 - Imam Abu Hamid Ghazali,
- 2 - Jesus in the Qur'an
- 3 - Roots of The Islamic Revolution in Iran
- 4 - Sufism: Principles and Practice
- 5 - Surat Al-Fatiha: Foundation of the Qur'an
- 6 - The Sunna: Its Obligatory and Exemplary Aspects
- 7 - Wahhabism: A Critical Essay
- 8 - Religion and State in Iran: 1785-1906 (Berkeley, University of California Press, 1969)
- 9 - Mirza Malkum Khan: A Biographical Study in Iranian Modernism (Berkeley, University of California Press, 1973)
- 10 - traduzione e note di The Path of God's Bondsmen from Origin to Return di Najm al-Dīn Razī, noto come Daya (Delmar, NY, Caravan Books, 1982)
- 11 - traduzione e note di Islam and Revolution: Writings and Declarations of Imam Khomeini (Berkeley, Mizan Press, 1981)